# Suljo
Suljo je moško osebno ime.

## Izvor imena
Ime Suljo je različica muslimanskega imena Sulejman.

## Pogostost imena
Po podatkih Statističnega urada Republike Slovenije je bilo na dan 31. decembra 2007 v Sloveniji število moških oseb z imenom Suljo: 128.